# 横浜市立大学附属市民総合医療センター
 公立大学法人横浜市立大学附属市民総合医療センター（こうりつだいがくほうじんよこはましりつだいがくふぞくしみんそうごういりょうセンター）は、神奈川県横浜市南区浦舟町にある横浜市立大学附属の大学病院である。神奈川県災害医療拠点病院の一つ。略称は「市大センター病院」。現在でも「十全医院」という古い略称で呼ばれることがある。

## 概要
1871年（明治4年）に早矢仕有的らによって横浜に設立された、西洋式病院として長崎養生所（現・長崎大学病院）に次いで日本で二番目に古い歴史と伝統を有する病院である。
黎明期の十全醫院時代にアメリカ・オランダ改革派教会の宣教医師デュアン・シモンズ（英: Duane B. Simmons）が病院に勤務し、ジェームス・カーティス・ヘボンと共に横浜の近代医学の基礎を築いた。その功績を称えて、院内にはシモンズ博士記念碑がある。
1923年（大正12年）の関東大震災によって壊滅した横浜十全医院は、その3年後の1926年（大正15年）に「東洋一」とも謳われた最先端の設備をもって、現在の浦舟町の場所に新築された。
1944年（昭和19年）の横浜市立医学専門学校（現：横浜市立大学医学部）の設立時の母体となり、現在も横浜市立大学附属の大学病院となっている。横浜市立大学医学部は1987年（昭和62年）に横浜市金沢区福浦へ移転したが、病院自体はそのまま存続している。
週刊ダイヤモンドの「頼れる病院ランキング」において、2012年、2013年に全国1位に選出された。
施設の老朽化が問題になっており、母体である横浜市立大医学部と共に、米軍から根岸住宅地区の返還を受けた跡地に新築移転する（またそれに合わせ、横浜市立大学附属病院と統合する）構想がある。

## 沿革
- 1871年（明治4年）4月 - 横浜元弁天に「仮病院」を設立。近隣火災により類焼し、9月に閉院。
- 1872年（明治5年）7月 - 太田町六丁目（現中区北仲通り6）に仮病院が開設され、「横濱市病院」と命名[5]。
- 1873年（明治6年）12月： 野毛山の修文館跡地（現在の横浜市立老松中学校敷地内）に移転、「横浜共立病院」となる（1872年12月説もあり）[5]。
- 1874年（明治7年）2月 - 神奈川県立への移行に伴い「十全醫院」と改称。
- 1891年（明治24年）4月 - 神奈川県から横浜市に移管されて「横浜十全医院」と改称。
- 1923年（大正12年）9月 - 関東大震災で倒壊・全焼[5]。
- 1944年（昭和19年）4月 - 医学専門学校設立により「横浜市立医学専門学校付属十全医院」と改称。
- 1949年（昭和24年）4月 - 「横浜医科大学付属病院」と改称。
- 1954年（昭和29年）4月 - 「横浜市立大学付属病院」と改称。
- 1991年（平成3年）7月 - 「横浜市立大学医学部附属浦舟病院」と改称。
- 1993年（平成5年）3月 - 「横浜市立大学医学部附属浦舟病院再整備基本構想」の策定。
- 2000年（平成12年）1月 - 新病院、「横浜市立大学医学部附属市民総合医療センター」開院。
- 2005年（平成17年）4月 - 公立大学法人への移行に伴い「横浜市立大学附属市民総合医療センター」と改称。

## 診療科
専門診療科
- 一般内科
- 血液内科
- 腎臓・高血圧内科
- 内分泌・糖尿病内科
- 神経内科
- 乳腺・甲状腺外科
- 整形外科
- 皮膚科
- 泌尿器科・腎移植科
- 婦人科
- 眼科
- 耳鼻咽喉科
- 放射線科
- 歯科・口腔外科・矯正歯科
- 麻酔科
- 脳神経外科
- リハビリテーション科
- 形成外科
- 臨床検査科
- 病理診断科

疾患別センター
- 高度救命救急センター
- 総合周産期母子医療センター
- リウマチ膠原病センター
- 呼吸器病センター
- 精神医療センター
- 心臓血管センター
- 消化器病センター
- 小児総合医療センター
- 炎症性腸疾患（IBD）センター
- 生殖医療センター

専門外来
- 女性外来
- 漢方外来
- もの忘れ外来
- 小児禁煙外来

診療協力部門
- 看護部門
  - 看護部
- 中央部門
  - 臨床検査部
  - 病理部
  - 放射線部
  - 手術部
  - 輸血部
  - 薬剤部
  - 栄養部
  - 集中治療部
  - リハビリテーション部
  - 医療情報部
  - 内視鏡部
  - 血液浄化療法部
  - 無菌室
  - 結石破砕室
  - 感染制御部
  - 化学療法室
  - 診療情報管理部
  - 地域連携相談部

診療支援部門
- 医療安全管理室
- 管理部

## 医療機関の指定等
- 災害医療拠点病院
- 神奈川県内エイズ中心的受入病院
- 臓器提供施設
- 神奈川県精神科救急医療基幹病院[注 1][6]
- 神奈川県周産期救急基幹施設
- 神奈川県難病治療研究センター
- 高度救命救急センター
- WHO、ユニセフ 「赤ちゃんにやさしい病院」
- 日本医療機能評価機構（ver,5.0）
- 総合周産期母子医療センター
- 地域医療支援病院
- 肝疾患診療連携拠点病院

## 交通アクセス
- 京急本線「黄金町駅」下車、徒歩約10分
- 横浜市営地下鉄ブルーライン「阪東橋駅」下車、徒歩約5分
- 横浜市営バス68・102・158系統 「浦舟町」下車
- 京浜急行バス110系統 「浦舟町」下車
- 相鉄バス旭4系統・神奈中バス戸45系統 「市大センター病院前」下車  ※日中のみ

## 不祥事
2010年11月、麻酔科医師及び看護師が麻薬及び向精神薬取締法違反で神奈川県警に逮捕される。医師は懲戒解雇、看護師は懲戒免職処分となる。看護師に懲役1年、執行猶予3年の判決、医師に懲役3年、執行猶予4年の判決が言い渡された。